# چات

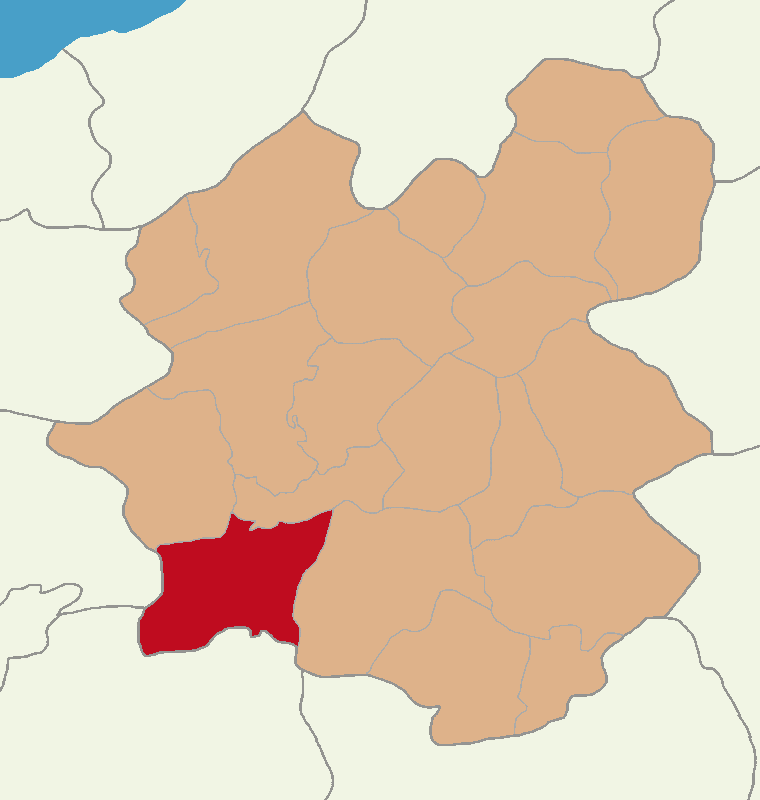
یک منطقهٔ مسکونی در ترکیه

چات (به ترکی استانبولی: Çat، به کردی: Oxlê‎) یک منطقهٔ مسکونی در ترکیه است که در استان ارزروم واقع شده‌است.